# UFC Fight Night: Stevenson vs. Guillard
UFC Fight Night: Stevenson vs. Guillard ou UFC Fight Night 9 foi um evento de artes marciais mistas promovido pelo Ultimate Fighting Championship, ocorrido em 5 de Abril de 2007 no Palms Casino Resort em Paradise, Nevada.

## Background
O card principal contou com duas lutas Peso Leve. Também foi confirmado no card o ex-Campeão Peso Pesado do UFC Frank Mir, mas foi forçado a se retirar devido a uma lesão no ombro, foi substituído por Justin McCully.
Outros lutadores retirados do card foram os Meio Médios Anthony Torres, que participou do TUF 2 e Jeff Joslin, que iriam enfrentar Roan Carneiro e Kuniyoshi Hironaka. O último que foi retirado do card foi Wander Braga que iria enfrentar Kurt Pellegrino.

## Bônus da Noite
- Luta da Noite:  Seth Petruzelli vs.  Wilson Gouveia e  Kenny Florian vs.  Dokonjonosuke Mishima
- Nocaute da Noite: Não houve lutas terminadas em nocaute no evento.
- Finalização da Noite:  Kurt Pellegrino e  Joe Stevenson